# 辽宁工程技术大学
辽宁工程技术大学， 简称：辽工程，原名阜新矿业学院，位于辽宁省阜新市注1；学校创建于1949年，是一所以本科生教育为主，涵盖博士后、博士、硕士、本科、专科等办学层次，拥有工学、理学、文学、管理学、经济学、法学、农学等学科的中国国家重点高等学校和2011计划高校。自2012年起，为辽宁省人民政府和国家安全生产监督管理总局正式共建学校。

## 学校沿革
- 1949年1月，阜新矿力中等技术专科学校成立。
- 1949年8月，鹤岗工科高级职业学校、鸡西煤矿工业学校、抚顺工科高级职业学校、阜新工科高级职业学校以及东北煤矿工人速成学校相继开办。
- 1952年9月，阜新工科高级职业学校更名为阜新矿山工业（技术）学校。
- 1958年7月15日，在阜新矿山工业（技术）学校的基础上建立阜新煤矿学院，隶属于国家煤炭工业部。设采煤、矿建、机电3个系，并保留中专部。院长戴镜如，党委书记谭伯。
- 1961年9月，抚顺煤矿学院、辽宁煤矿师范学院并入阜新煤矿学院。
- 1964年6月14日，鸡西矿业学院并入阜新煤矿学院。
- 1978年3月1日，阜新煤矿学院被国务院确定为国家重点高等学校。
- 1978年6月，阜新煤矿学院更名为阜新矿业学院。
- 1981年，被批准为首批硕士学位授予单位。
- 1993年，被批准为博士学位授予单位、有条件接收留学生单位。
- 1996年4月，阜新矿业学院经国家教委批准，升格为辽宁工程技术大学。
- 1998年，辽宁工程技术大学划规辽宁省所属与教育部共建[2]。
- 2012年，辽宁工程技术大学划规国家安全生产监督管理总局所属部级高校。
- 2013年，学校入选中西部高校基础能力建设工程高校。
- 2016年，学校成为教育部全国首批深化创新创业教育改革示范高校。
- 2017年，辽宁省《辽宁省统筹推进世界一流大学和一流学科建设实施方案》正式出台，确定辽宁工程技术大学为国内高水平大学重点建设高校 ，矿业工程为一流学科。

## 现状

### 概况

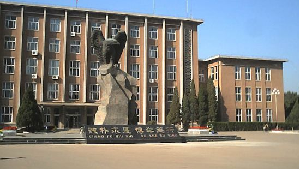
辽宁工程技术大学主楼

到目前为止，辽宁工程技术大学有研究生学院、测绘与地理科学学院、机械工程学院、资源与环境工程学院、工商管理学院、力学与工程学院、电气与控制工程学院、安全科学与工程学院、材料科学与工程学院、营销管理学院、理学院、软件学院、建筑工程学院、电子与信息工程学院、土木与交通学院、公共管理与法学院、传媒与艺术学院、应用技术学院、经济管理学院、继续教育学院、矿业技术学院等21个学院和外语系及体育教学部、思想政治与理论教学部、基础教学部、军事教学部。拥有73种本科与高职专业；占地面积3260亩，建筑面积78.4万平方米注2。教学科研设备总值1.3亿元。图书馆藏书160余万册。建有矿业工程、力学、测绘科学与技术3个博士后科研流动站，拥有5个一级学科博士学位授权点、22个二级学科博士学位授权点、14个一级学科硕士学位授权点、51个二级硕士学位授权点、1个工商管理硕士（MBA）专业学位授权点、16个工程硕士学位授权领域；拥有电力电子与电力传动、大地测量学与测量工程、采矿工程、安全技术及工程、防灾减灾工程及防护工程等5个省级重点学科和采矿工程、大地测量学与测量工程2个部级重点学科；拥有系统工程研究所、安全与信息研究所、工程爆破研究所、采矿损害研究中心、机器智能研究所、工程力学研究所、系统科学研究所、能源新科技研究所等8个科研院所；拥有48个实验室，其中矿山安全工程实验室、采矿工程实验室、矿山机械工程实验室、测量工程实验室等4个实验室是部级重点建设实验室。大型工矿装备实验研究中心、矿产资源洁净安全开采与加工利用实验室、地理空间信息技术与应用实验室、信息与管理工程实验室、矿山沉陷灾害防治实验室等5个实验室是省级重点建设实验室。辽宁工程技术大学现有教师职工约2159人，其中教授、副教授600余人；博士生导师68人；院士2人；全国百名高校教学名师1人；目前，在校全日制学生25000多人。

### 校园环境

#### 校外环境
- 阜新校区南靠中华路，西临阜新市人民公园，在东面与阜新市人民政府隔街相望。处于阜新市中心位置。
- 葫芦岛校区位于葫芦岛市新区与兴城市以东的结合部，地处葫芦岛市总体规划中确定的“渤海高教园区”。校区南临兴海北路，西接葫芦岛龙湾大街，北侧为“渤海高教园区”，东侧为四家子办事处居民小区。西北与兴城市首山国家森林公园相望，东距兴城渤海海滨风景名胜区约2.3千米，西距兴城市中心约4千米，由龙湾大街向北距葫芦岛市约14千米。方圆2千米的范围内坐落着几十所疗养院、培训中心、科研单位，是全国闻名的旅游疗养胜地。

#### 校内环境
- 阜新校区：
  - 校本部：位于阜新市中华路47号，基本上可以分为如下几个区域：主楼的行政办公区；教学区主要由图书馆，东楼，西楼，实验楼（教E），综合楼，新楼组成；东门外的家属住宅区（医院和教师住宅）；在校园内主干道中段的民主墙是校内活动宣传主要平台。
  - 玉龙北校区：2010年9月启用，共有四个院系迁入，分别是土木与交通学院，传媒与艺术学院（原新闻与传播系），应用技术学院（原职业技术学院），经济管理学院（原技术与经济学院），位于人民大街以东，北环路以南，在校本部正北方大约三公里。

- 葫芦岛校区，目前的教学区主要由静远楼（公共教学A楼）、尔雅楼（公共教学B楼）和耘慧楼（软件楼）组成。

#### 餐饮
- 在阜新校区校本部有第一食堂，第二食堂，第三食堂（又称怡园餐厅），教职工食堂和回民食堂等5个食堂。公寓内无食堂.同时在学校的东面和南面以及公寓内也有很多的餐厅。
- 在葫芦岛校区目前有两个食堂竣工并投入使用。在综合服务楼三楼也有一个食堂，俗称“三食堂”，但是这个名字没有得到官方确认。在学校正门有几家小饭店。
- 北校区有一栋三层楼房做食堂用。

#### 住宿
- 在阜新校区校内有9个学生宿舍楼。在学校东面建有教师住宅。
- 在葫芦岛校区分为A、B、C、D、E五座宿舍楼，其中A座供男生居住；而B座供女生居住。

## 友好院校
- 美国费吉尼工学院 美国西海岸大学（英语：West Coast University） 美国林肯大学 美国加州大学 美国南達科他礦業及理工學院
- 德国克劳斯达尔技术大学 德国柏林工业大学 德国乌尔姆大学 德国乔志·阿克里拉应用技术大学
- 澳大利亚昆士兰大学 澳大利亚中央昆士兰大学 澳大利亚伍伦贡大学
- 加拿大约克大学 加拿大雷克海德大学
- 日本秋田大学（矿山学院）日本北海道大学
- 俄罗斯莫斯科矿业大学
- 波兰克拉科夫矿冶学院
- 意大利威尼斯大学、罗马大学
- 越南矿业学院
- 南非比勒陀利亚大学[3]

## 外部资源
- 辽宁工程技术大学官方网站 （页面存档备份，存于）
- 辽宁工程技术大学校园网 （页面存档备份，存于）
- 辽宁工程技术大学非官方论坛